# Jeannine Unsen
Jeannine Unsen (Luxemburg-Stad, 1975) is een Luxemburgs fotograaf.

## Leven en werk
Jeannine Unsen studeerde aan de École supérieure des arts de l'image «Le75» in Brussel (1996-1999). Ze maakt (portret)foto's waarin vaak vrouwen centraal staan, soms bewerkt ze de foto's met borduurwerk. 
Unsen exposeert haar werk sinds 2000. In 2001 vormde ze samen met glaskunstenaar Anne-Claude Jeitz, schilder Joachim van der Vlugt en de beeldhouwers Tom Flick, Patrick Meyer en Wouter van der Vlugt het kunstenaarscollectief Sixthfloor, dat is gevestigd in een oude houtzagerij in Koerich. Ze is lid van de Association des artistes plasticiens du Luxembourg (AAPL). 
In 2010 vond Unsens solotentoonstelling Odd, Small and Beatiful plaats in het Musée d'Histoire de la Ville de Luxembourg. In 2016 ontving ze een beurs van het Centre national de l'audiovisuel (CNA).